# Mendlik Mihály
Mendlik Mihály (Pécs, 1840. április 7. – 1895. március 5.) elemi tanító. Mendlik János fia, Mendlik Ágoston, Mendlik Alajos, Mendlik Ferenc és Mendlik Teréz testvére.

## Élete
Mendlik János tanító és Kreiterer Magdolna fiaként született, a pécsi belvárosi plébánián keresztelték. A gimnázium VIII. osztályát és a tanítóképzőt szülővárosában végezte. 1861-ben nyert tanítói oklevelet, s a pécsi elemi iskolánál nyert alkalmazást, egyszersmind az ottani püspöki tanítóképzőnél mint mértani és rajztanító működött 1871-ig, amikor Kisvárdára neveztetett ki a földbirtokosok iskolájához tanítónak. 1878-ban Melencén (Torontál vármegye) lett az állami iskola, 1881-ben Szombathelyt a Vas vármegyei árvaház igazgatója. 1886-ban Andrásfán (Vas vármegye) választották meg kántortanítónak; 1890-ben Hottóra (Zala vármegye) került tanítónak, ahonnét 1891-ben Zalaegerszegre vonult nyugalomba. Az 1880-as években a Vasmegyei Közlöny rendes munkatársa volt. A gellénházai tanító 1895 márciusában Zalaegerszegen volt látogatóban rokonánál. A délutáni órákban dacára a dühöngő hózivatarnak gyalog elindult hazafelé. Minthogy azonban még másnap sem érkezett haza, aggódó családja keresésére indult, de minden kutatás eredménytelen maradt. A hó olvadása után megtalálták a tanítót a falu végén. Annyira kimerült, hogy az egy kilométernyire fekvő faluba már nem bírt eljutni, ott fagyott meg az úton, a szél pedig vastag hótakarót borított rá. Az orvosi vélemény szerint öt napig feküdt a hóban. Gellénházán temették el 1895. március 13-án.

## Munkái
- Ötven magyar köszöntő. Pécs, 1864.
- Magyar és német köszöntők. Pécs, 1871.
- Népszerű útmutató a tizedes törtek oktatásához, gyakorlati példákkal néptanítók számára. Nyiregyháza, 1880.